# Avtoportret (Dürer, Madrid)
Avtoportret (ali Avtoportret pri 26 letih) je drugi od treh naslikanih avtoportretov Albrechta Dürerja in je bil narejen v olju na leseni plošči leta 1498, po njegovem prvem potovanju v Italijo. V upodobitvi se Dürer povzdigne v družbeni položaj, za katerega je verjel, da ustreza umetniku njegovih sposobnosti. Predstavlja se v polovični dolžini, pod lokom, obrnjen proti gledalcu. Ima aroganten izraz, ki izda zanesljivo samozavest mladega umetnika na vrhuncu svojih sposobnosti. Njegova prisotnost obvladuje slikovni prostor, od klobuka, ki sega skoraj do vrha platna, do roke, postavljene na spodnji rob, kjer nasloni svoje prste, obdane v fine bogate rokavice.
Do nekega časa v 19. stoletju je bila slika obešena in shranjena kot spremljevalni del s Portretom Dürerjevega očeta pri 70 letih; leta 1636 je mesto Nürnberg podarilo dve sliki kot par Karlu I. in to delo je na neki točki pridobil Filip IV.. Danes je v muzeju Prado v Madridu.

## Opis
Dürer je upodobljen pred odprtim oknom pred ravno pokrajino, ki vsebuje jezero in oddaljene zasnežene gore. Pokrajina lahko predstavlja bodisi spomin na njegova nedavna potovanja v tujino bodisi njegovo notranje duševno stanje. Svetloba se razliva skozi okno in pada vzdolž njegove glave, da poudari njegovo nežno polt in dolge blond lase. Dürer je oblečen z ženstveno gracioznostjo v razkošna, ekstravagantna oblačila, ki kažejo vpliv italijanske mode. Njegova srajca ali srajca z nizkim ovratnikom je iz finega platna, nabrana in okrašena s trakom iz zlate pletenice ali vezenine in se nosi pod odprto majico in ogrinjalom, zavezanim čez eno ramo. Njegov bel suknjič ima črno podlogo pod belo plisirano srajco, katere vertikale se ujemajo s horizontalami njegovega pokrivala. Njegovi prsti so prekrižani, skriti v svilenih rokavicah, nenavadna poza za Dürerjevo zgodnjo kariero; vedno je bil zelo pozoren pri detajlih rok svojih varuhov, ki običajno kažejo kako držijo predmet; primeri vključujejo blazino, rožni venec, list papirja in rožo.
Dürer je predstavljen kot skoraj zapeljiv, s klobukom z ostrimi vzorci, ki je na dolgih, skoraj dekliško zavihanih svetlih pramenih las pod nagnjenim koničastim klobukom s kitko. Gleda gledalca s hladnim ironičnim pogledom.

## Interpretacija
Umetnostni zgodovinar Marcel Brion verjame, da avtoportret pomeni slovo od njegove neodgovorne mladosti, priznanja, ki ga je prejel med obiskom Italije, in njegove splošne bojazni, ko se je 15. stoletje bližalo koncu in so nad germanskimi državami viseli temni oblaki. Sredina prijetne ravne ravnine in jezera morda predstavlja njegova potovanja od 1492 do 1497, vendar so zasenčena s strmimi gorskimi ledeniki; slutnje, kaj se obeta. V tem Brion interpretira umetnikovo stanje kot pogled v svojo prihodnost in preteklost. Dürerjev mladostni značaj je bil navdušen, pustolovski in zadržan, in ko je leta 1490 zapustil svoj rojstni Nürnberg, da bi odpotoval kot slikarski popotnik, je svojo zgodnjo mladost preživel zapuščeno in skoraj brez posledic. Ko je bil ta portret naslikan, je bil že doma in dovolj star, da je začel sprejemati odgovornosti.
Dürer se je že uveljavil kot pomemben umetnik in se je morda bal, da bi ta status izgubil. V naslednjem desetletju, preden je oktobra 1506 zapustil Italijo in se vrnil domov, je pisal svojemu prijatelju Willibaldu Pirckheimerju: »Kako bom zmrznil po tem soncu! Tukaj sem gospod, doma samo parazit.« Po teh besedah bi lahko sklepali, da je njegovo ekstravagantno samoreprezentacijo mogoče razumeti kot paravan, ki ga je Brion opisal kot »zunanjo kožo bube, ki jo odvrže bodoča osebnost, v senci tega pogleda, ko prihajajoči vihar nasprotujočih si čustev izbruhne nanj.« Na koncu so bili njegovi strahovi napačni; kmalu po njegovi vrnitvi v Nürnberg so ga vsi hvalili in mu podelili družbeni status, ki je bil enakovreden »Ehrbarenu« (bogatemu trgovcu). Naslednje leto je izdal svojo izdajo »Apokalipse« in njegov osebni in samovšečni strah je bil izpodrinjen z bolj metafizičnimi skrbmi.

## Galerija
- Avtoportret v starosti 13 let, 1484. srebrenka, Dunaj
- Avtoportret z blazino, 1491-92. Študija za avtoportret v Louvru je bila narejena na hrbtni strani tega platna.[10]
- Portret umetnika, ki drži bodiko, 1493. Louvre
- Avtoportret pri 28 letih, 1500. Stara pinakoteka, München. Tu se Dürer predstavi v portretu, ki se močno sklicuje na ikonografijo Kristusa.